# Mistrzostwa Europy U-19 w Piłce Nożnej 2023
Mistrzostwa Europy do lat 19 w Piłce Nożnej 2023 – dwudziesty turniej mistrzostw Europy U-19 w piłce nożnej. Po raz pierwszy wydarzenie to rozgrywane było na Malcie. Rozpoczęło się ono 3 lipca, a zakończyło 16 lipca 2023 roku.
W turnieju mogli wystąpić jedynie zawodnicy, którzy spełniali wymagania dotyczące wieku.

## Zakwalifikowane zespoły
Do finałowego turnieju zakwalifikowało się 8 drużyn. Oprócz Malty, która miała zapewniony start jako gospodarz, 7 innych zespołów uzyskało kwalifikację poprzez dwustopniowe eliminacje.
| Reprezentacja   | Sposób kwalifikacji             | Ostatni występ w ME U-19 | Najlepszy wynik w ME U-19                                    | Wynik        |
| --------------- | ------------------------------- | ------------------------ | ------------------------------------------------------------ | ------------ |
| Malta U-19      | gospodarz                       | debiutant                | debiutant                                                    | Faza Grupowa |
| Norwegia U-19   | Zwycięzca grupy 1 (Elite Round) | 2019                     | Faza Grupowa (2002, 2003, 2005, 2018, 2019)                  | Półfinał     |
| Włochy U-19     | Zwycięzca grupy 2 (Elite Round) | 2022                     | Mistrzostwo (2003)                                           | Mistrz       |
| Hiszpania U-19  | Zwycięzca grupy 3 (Elite Round) | 2019                     | Mistrzostwo (2002, 2004, 2006, 2007, 2011, 2012, 2015, 2019) | Półfinał     |
| Portugalia U-19 | Zwycięzca grupy 4 (Elite Round) | 2019                     | Mistrzostwo (2018)                                           | II miejsce   |
| Grecja U-19     | Zwycięzca grupy 5 (Elite Round) | 2015                     | II miejsce (2007, 2012)                                      | Faza Grupowa |
| Polska U-19     | Zwycięzca grupy 6 (Elite Round) | 2006                     | Faza Grupowa (2004, 2006)                                    | Faza Grupowa |
| Islandia U-19   | Zwycięzca grupy 7 (Elite Round) | debiutant                | debiutant                                                    | Faza Grupowa |

## Sędziowie
| Imię i nazwisko  | Sędziowane spotkania |
| ---------------- | --- |
| Juxhin Xhaja     | Polska U-19 0:2 Portugalia U-19 (faza grupowa) Islandia U-19 1:1 Norwegia U-19 (faza grupowa)                                          |
| Yigal Frid       | Malta U-19 0:4 Włochy U-19 (faza grupowa) Grecja U-19 0:5 Hiszpania U-19 (faza grupowa) Hiszpania U-19 2:3 Włochy U-19 (półfinał)      |
| Joonas Jaanovits | Norwegia U-19 5:4 Grecja U-19 (faza grupowa) Portugalia U-19 2:1 Malta U-19 (faza grupowa)                                             |
| Gergo Bogár      | Islandia U-19 1:2 Hiszpania U-19 (faza grupowa) Włochy U-19 1:1 Polska U-19 (faza grupowa)                                             |
| Sven Jablonski   | Portugalia U-19 5:1 Włochy U-19 (faza grupowa) Grecja U-19 0:0 Islandia U-19 (faza grupowa) Portugalia U-19 0:1 Włochy U-19 (finał)    |
| Yael Falcón      | Malta U-19 0:2 Polska U-19 (faza grupowa) Hiszpania U-19 0:0 Norwegia U-19 (faza grupowa) Portugalia U-19 5:0 Norwegia U-19 (półfinał) |

## Miasta i stadiony
Cztery stadiony w trzech miastach były gospodarzami turnieju.
| Ta’ Qali             | Ta’ Qali           |
| -------------------- | ------------------ |
| Ta’ Qali Stadium     | Centenary Stadium  |
| Pojemność: 17 797    | Pojemność: 3 000   |
|                      |                    |
| Ta’ QaliXewkijaPaola |                    |
| Xewkija              | Paola              |
| Gozo Stadium         | Hibernians Stadium |
| Pojemność: 4 000     | Pojemność: 1 232   |
|                      |                    |

## Faza grupowa
Do kolejnego etapu turnieju awansowały po dwie najlepsze drużyny z każdej grupy.
| Kryteria rozstrzygania kolejności zespołów w fazie grupowej |
| --- |
| Ranking drużyn w fazie grupowej ustalało się w następujący sposób: 1. Większa liczba punktów zdobytych we wszystkich meczach grupowych; 2. Większa liczba punktów zdobytych w meczach pomiędzy tymi drużynami; 3. Lepszy bilans zdobytych i straconych bramek w meczach pomiędzy tymi drużynami; 4. Większa liczba bramek zdobytych pomiędzy tymi drużynami; 5. Jeżeli po zastosowaniu kryteriów 1-4 pozostają drużyny, dla których nie rozstrzygnięto kolejności, kryteria 1-4 powtarza się z udziałem tylko tych drużyn, jeżeli kolejność jest nierozstrzygnięta, stosuje się dalsze punkty; 6. Lepszy bilans zdobytych i straconych bramek we wszystkich meczach grupowych; 7. Większa liczba bramek zdobytych we wszystkich meczach grupowych; 8. Klasyfikacja Fair Play turnieju finałowego: żółta kartka: −1 punkt; pośrednia czerwona kartka (druga żółta kartka): −3 punkty; bzpośrednia czerwona kartka: −3 punkty. 9. Współczynnik UEFA dla losowania rundy kwalifikacyjnej; 10. Losowanie. |

### Grupa A
| Zespół          | Pkt | M | W | R | P | Br+ | Br- | +/- |
| --------------- | --- | - | - | - | - | --- | --- | --- |
| Portugalia U-19 | 9   | 3 | 3 | 0 | 0 | 9   | 2   | +7  |
| Włochy U-19     | 4   | 3 | 1 | 1 | 1 | 6   | 6   | 0   |
| Polska U-19     | 4   | 3 | 1 | 1 | 1 | 3   | 3   | 0   |
| Malta U-19      | 0   | 3 | 0 | 0 | 3 | 1   | 8   | -7  |

| 3 lipca 2023 18:00 CET | Polska U-19 | 0:2(0:1)Raport | Portugalia U-19 · 4' Brás · 60' Félix | Hibernians Stadium, Paola Widzów: 772 Sędzia: Juxhin Xhaja |
|                        |             |                |                                       |                                                            |

| 3 lipca 2023 21:00 CET | Malta U-19 | 0:4(0:2)Raport | Włochy U-19 · 21' (k) Ndour · 35' (k) Esposito · 47' D'Andrea · 90+2' (k) Vignato | Ta' Qali Stadium, Ta' Qali Widzów: 3 427 Sędzia: Yigal Frid |
|                        |            |                |                                                                                   |                                                             |

| 6 lipca 2023 18:00 CET | Portugalia U-19 · Ribeiro 35' · Sá 57' · Brás 68' · Félix 88' · Gonçalves 90+1' | 5:1(1:1)Raport | Włochy U-19 · 6' Lipani | Centenary Stadium, Ta' Qali Widzów: 1 328 Sędzia: Sven Jablonski |
|                        |                                                                                 |                |                         |                                                                  |

| 6 lipca 2023 21:15 CET | Malta U-19 | 0:2(0:0)Raport | Polska U-19 · 59' Strzałek · 81' Pieńko | Centenary Stadium, Ta' Qali Widzów: 1 618 Sędzia: Yael Falcón |
|                        |            |                |                                         |                                                               |

| 9 lipca 2023 18:00 CET | Portugalia U-19 · Falé 8' · Gonçalves 75' | 2:1(1:0)Raport | Malta U-19 · 72' Tuma | Gozo Stadium, Xewkija Widzów: 894 Sędzia: Joonas Jaanovits |
|                        |                                           |                |                       |                                                            |

| 9 lipca 2023 18:00 CET | Włochy U-19 · Hasa 34' | 1:1(1:1)Raport | Polska U-19 · 8' Strzałek | Ta' Qali Stadium, Ta' Qali Widzów: 1 053 Sędzia: Gergo Bogár |
|                        |                        |                |                           |                                                              |

### Grupa B
| Zespół         | Pkt | M | W | R | P | Br+ | Br- | +/- |
| -------------- | --- | - | - | - | - | --- | --- | --- |
| Hiszpania U-19 | 7   | 3 | 2 | 1 | 0 | 7   | 1   | +6  |
| Norwegia U-19  | 5   | 3 | 1 | 2 | 0 | 6   | 5   | +1  |
| Islandia U-19  | 2   | 3 | 0 | 2 | 1 | 5   | 6   | -1  |
| Grecja U-19    | 1   | 3 | 0 | 1 | 2 | 1   | 7   | -6  |

| 4 lipca 2023 18:00 CET | Norwegia U-19 · Roaldsöy 6' · Ödegard 15', 44' · Flataker 18' · Skogvold 36' | 5:4(5:0)Raport | Grecja U-19 · 51', 81' Tzimas · 80' Stavropoulos · 90+5' Kalogeropoulos | Centenary Stadium, Ta' Qali Widzów: 586 Sędzia: Joonas Jaanovits |
|                        |                                                                              |                |                                                                         |                                                                  |

| 4 lipca 2023 21:15 CET | Islandia U-19 · Thorsteinsson 90+1' | 1:2(0:1)Raport | Hiszpania U-19 · 16' Gąsiorowski · 47' Barberá | Centenary Stadium, Ta' Qali Widzów: 753 Sędzia: Gergo Bogár |
|                        |                                     |                |                                                |                                                             |

| 7 lipca 2023 18:00 CET | Grecja U-19 | 0:5(0:4)Raport | Hiszpania U-19 · 11', 45+1' Barberá · 14' Ángel · 17' Palacios · 57' Casas | Gozo Stadium, Xewkija Widzów: 479 Sędzia: Yigal Frid |
|                        |             |                |                                                                            |                                                      |

| 7 lipca 2023 21:00 CET | Islandia U-19 · Gudmundsson 89' | 1:1(0:0)Raport | Norwegia U-19 · 65' (k) Roaldsöy | Hibernians Stadium, Paola Widzów: 532 Sędzia: Juxhin Xhaja |
|                        |                                 |                |                                  |                                                            |

| 10 lipca 2023 21:00 CET | Grecja U-19 | 0:0(0:0)Raport | Islandia U-19 | Hibernians Stadium, Paola Widzów: 324 Sędzia: Sven Jablonski |
|                         |             |                |               |                                                              |

| 10 lipca 2023 21:00 CET | Hiszpania U-19 | 0:0(0:0)Raport | Norwegia U-19 | Ta' Qali Stadium, Ta' Qali Widzów: 704 Sędzia: Yael Falcón |
|                         |                |                |               |                                                            |

## Faza pucharowa
W fazie pucharowej uczestniczyły 4 zespoły, które awansowały z fazy grupowej. Rozegrane zostały półfinały. Zwycięzcy tych spotkań zagrali o tytuł mistrzowski. W każdym ze spotkań fazy pucharowej mecz zakończony w regulaminowym czasie remisem, musiał być rozstrzygnięty poprzez trzydziestominutową dogrywkę. Jeżeli wynik nadal pozostałby nierozstrzygnięty, nastąpiłaby seria rzutów karnych.
|  | Półfinały           | Półfinały   |                     |   | Finał | Finał |
|  |                     |             |                     |   |       |       |
|  | 13 lipca – Paola    |             |                     |   |       |       |
|  |                     |             |                     |   |       |       |
|  | Portugalia U-19     | 5           |                     |   |       |       |
|  | Portugalia U-19     | 5           | 16 lipca – Ta’ Qali |   |       |       |
|  | Norwegia U-19       | 0           |                     |   |       |       |
|  | Norwegia U-19       | 0           | Portugalia U-19     | 0 |       |       |
|  | 13 lipca – Ta’ Qali |             | Portugalia U-19     | 0 |       |       |
|  |                     | Włochy U-19 | 1                   |   |       |       |
|  | Hiszpania U-19      | Włochy U-19 | 1                   | 2 |       |       |
|  | Hiszpania U-19      |             |                     | 2 |       |       |
|  | Włochy U-19         | 3           |                     |   |       |       |
|  | Włochy U-19         | 3           |                     |   |       |       |

### Półfinały
| 13 lipca 2023 18:00 CET | Portugalia U-19 · Sá 4' · Félix 17' (k.) · Ribeiro 31', 66' · Borges 69' | 5:0(3:0)Raport | Norwegia U-19 | Hibernians Stadium, Paola Widzów: 709 Sędzia: Yael Falcón |
|                         |                                                                          |                |               |                                                           |

| 13 lipca 2023 21:00 CET | Hiszpania U-19 · Barberá 58' · Gąsiorowski 74' | 2:3(0:0)Raport | Włochy U-19 · 52' Vignato · 66' Pisilli · 85' Lipani | Ta' Qali Stadium, Ta' Qali Widzów: 1 712 Sędzia: Yigal Frid |
|                         |                                                |                |                                                      |                                                             |

### Finał
| 16 lipca 2023 21:00 CET | Portugalia U-19 | 0:1(0:1)Raport | Włochy U-19 · 19' Kayode | Ta' Qali Stadium, Ta' Qali Widzów: 5 600 Sędzia: Sven Jablonski |
|                         |                 |                |                          |                                                                 |

## Strzelcy
Bramki z serii rzutów karnych nie są wliczane do klasyfikacji strzelców.

### 4 gole
- Víctor Barberá

### 3 gole
- Hugo Félix
- Rodrigo Ribeiro

### 2 gole
- Stefanos Tzimas
- Yarek Gąsiorowski
- Niklas Ödegard
- Alwande Roaldsöy
- Igor Strzałek
- Gabi Brás
- João Gonçalves
- Gustavo Sá
- Luca Lipani
- Samuele Vignato

### 1 gol
- Alexios Kalogeropoulos
- Christos Stavropoulos
- Manuel Ángel
- Arnau Casas
- César Palacios
- Eggert Aron Gudmundsson
- Ágúst Orri Thorsteinsson
- Basil Tuma
- Erik Flataker
- Henrik Skogvold
- Tomasz Pieńko
- Carlos Borges
- Miguel Falé
- Luca D'Andrea
- Francesco Pio Esposito
- Luis Hasa
- Michael Kayode
- Cher Ndour
- Niccolò Pisilli

## Klasyfikacja końcowa
| Miejsce                        | Reprezentacja   | Punkty | Bramki +/− | Bramki zdobyte |
| ------------------------------ | --------------- | ------ | ---------- | -------------- |
| Strefa medalowa                |                 |        |            |                |
| złoto                          | Włochy U-19     | 10     | 10         | +2             |
| srebro                         | Portugalia U-19 | 12     | 14         | +11            |
| brąz                           | Hiszpania U-19  | 7      | +5         | 9              |
| brąz                           | Norwegia U-19   | 5      | -4         | 6              |
| Wyeliminowane w fazie grupowej |                 |        |            |                |
| 5.                             | Polska U-19     | 4      | 0          | 3              |
| 6.                             | Islandia U-19   | 2      | -1         | 5              |
| 7.                             | Grecja U-19     | 1      | -6         | 1              |
| 8.                             | Malta U-19      | 0      | -7         | 1              |